# ロング・コールド・ウィンター
『ロング・コールド・ウィンター』（Long Cold Winter）は、アメリカ合衆国のヘヴィメタル・バンド、シンデレラが1988年に発表した2作目のスタジオ・アルバム。

## 背景
アルバム『ナイト・ソングス』（1986年）リリースに伴うツアーで、フレッド・コウリーが正式ドラマーとして加入したが、本作のレコーディングでは、プロデューサーのアンディ・ジョンズの判断により、外部ドラマーのコージー・パウエルとデニー・カーマッシが起用された。なお、コウリーは1987年12月、手を怪我したスティーヴン・アドラーの代役として、ガンズ・アンド・ローゼズのツアーに参加している。

## 反響・評価
母国アメリカでは合計66週Billboard 200入りして最高10位を記録し、前作『ナイト・ソングス』（1986年）に続く全米トップ10アルバムとなった。スイスではバンド初のアルバム・チャート入りを果たし、初登場7位というヒットを記録して、10週連続でトップ30入りした。また、イギリスでも自身初の全英アルバムチャート入りを果たし、6週トップ100入りして最高30位を記録した。
日本のヘヴィメタル専門誌『BURRN!』1988年8月号には、4人の評者によるクロス・レヴューが掲載され、うち最低の87点を付けた後藤加代子は「渋い! いくらブルーズ色を引きずってきたCINDERELLA（イヤ、この場合トム・キーファーと言った方がいいかもしれない…）とはいえ、ここまで徹底した音をやってしまうとは…!」「R&Rのアルバムとしての仕上がりとして考えれば文句無しだが、もう少しHR色を残して欲しかったというのが正直なところ」、最高の96点を付けた増田勇一は「A1のイントロに続き、ブルーズの唱法としか思えないヴォーカルが聴こえてきた時には、本気で震えた」「ノリのいい曲でも軽薄さは皆無」と評している。また、スティーヴ・ヒューイはオールミュージックにおいて5点満点中4点を付け「シンデレラの移行期に当たるアルバムで、『ナイト・ソングス』以上に印象的なポップ・メタル系の楽曲と、ローリング・ストーンズやエアロスミス風の気骨あるブルースロックという新生面を混ぜ合わせた」と評している。

## 収録曲
特記なき楽曲はトム・キーファー作。
1. バッド・シームストレス・ブルース/フォーリン・アパート - "Bad Seamstress Blues/Fallin' Apart at the Seams" - 5:19
2. ジプシー・ロード - "Gypsy Road" - 3:55
3. ドント・ノウ・ホワット・ユー・ゴット - "Don't Know What You Got (Till It's Gone)" - 5:54
4. ラスト・マイル - "The Last Mile" - 3:52
5. セカンド・ウィンド - "Second Wind" - 3:59
6. ロング・コールド・ウィンター - "Long Cold Winter" - 5:25
7. ユー・ドント・ライク・イット - "If You Don't Like It" (Tom Keifer, Eric Brittingham) - 4:10
8. カミング・ホーム - "Coming Home" - 4:56
9. ファイアー・アンド・アイス - "Fire and Ice" - 3:22
10. テイク・ミー・バック - "Take Me Back" - 3:18

## 参加ミュージシャン
- トム・キーファー - ボーカル、ギター、ハーモニカ
- ジェフ・ラバー - ギター
- エリック・ブリッティンガム - ベース、バッキング・ボーカル

アディショナル・ミュージシャン
- コージー・パウエル - ドラムス
- デニー・カーマッシ - ドラムス
- ジェイ・レヴィン - ペダル・スティール・ギター
- リック・クリニティ - ピアノ、シンセサイザー、バッキング・ボーカル
- カート・ショア、ジョン・ウェブスター - キーボード
- パウリーニョ・ダ・コスタ - パーカッション